# Aeródromo de São Jorge
O Aeródromo de São Jorge (código IATA: SJZ, código OACI: LPSJ) é uma estrutura aeroportuária situada na Fajã da Queimada, Santo Amaro, a poucos quilómetros da vila de Velas, principal localidade da Ilha de São Jorge, Açores.
Inaugurado em 23 de Abril de 1983, nele opera diariamente a transportadora aérea SATA, com voos regulares para as ilhas Terceira (Aeroporto das Lajes) e São Miguel (Aeroporto de Ponta Delgada). Actualmente a pista (já depois de as obras estarem concluídas) ficou com cerca de 1412m para descolagem, sendo 1270 para aterragem, em ambas as cabeceiras há 150 metros deslocados, sendo que na cabeceira da 31 além desses 150 metros acrescenta-se 7,50m impostos pelo INAC por segurança relativamente ao aterro.
Ver a consulta original do Wikidata.

## Ver também

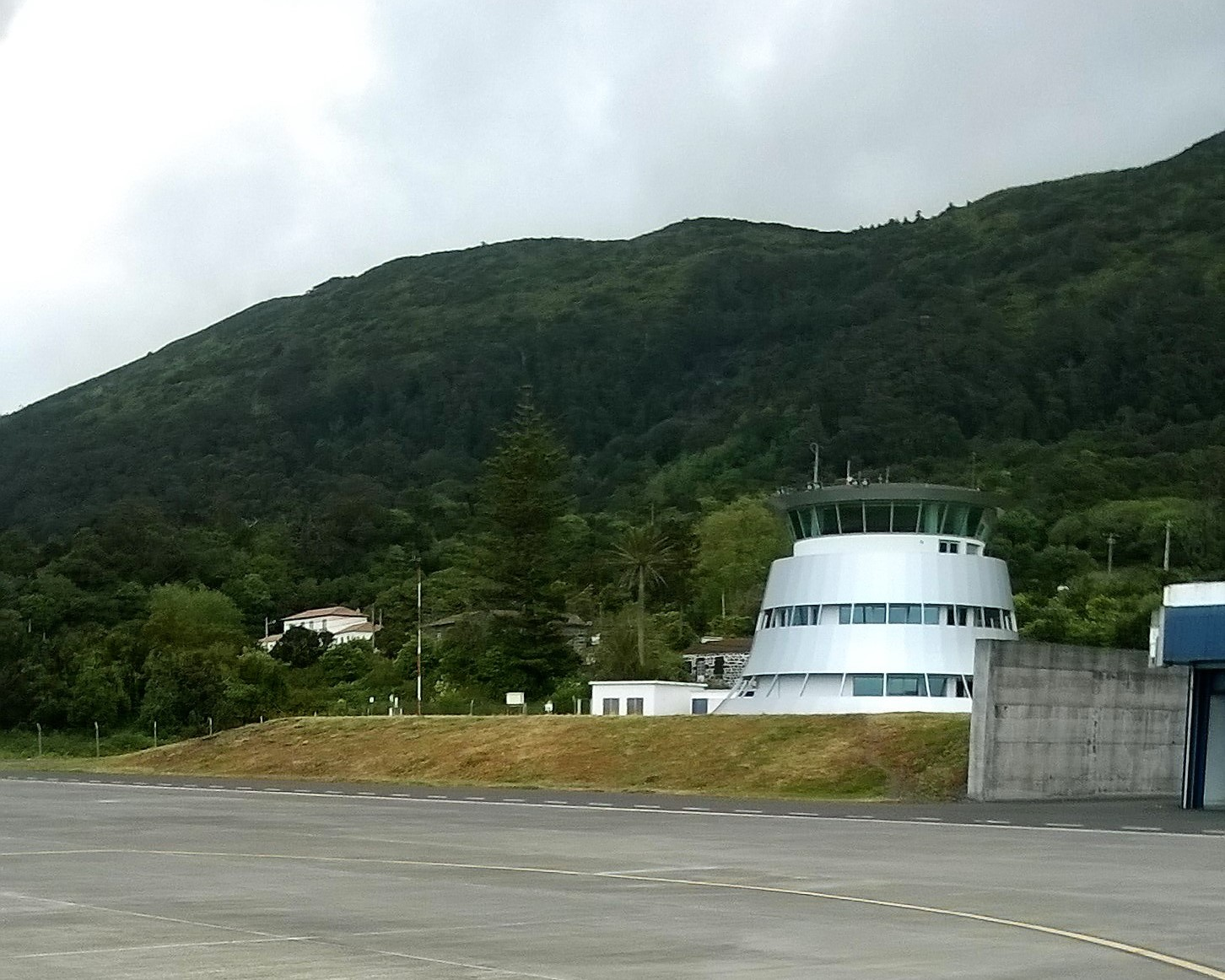
Aeródromo de São Jorge: torre de controlo.

## Comunicações aeronáuticas
| Frequência | ID   | Tipo | Notas                     |
| ---------- | ---- | ---- | ------------------------- |
| 119,8 MHz  | AFIS | COM  |                           |
| 131,5 MHz  |      | COM  | Operações SATA Air Açores |

|  |